# Villa Borsig (Moabit)

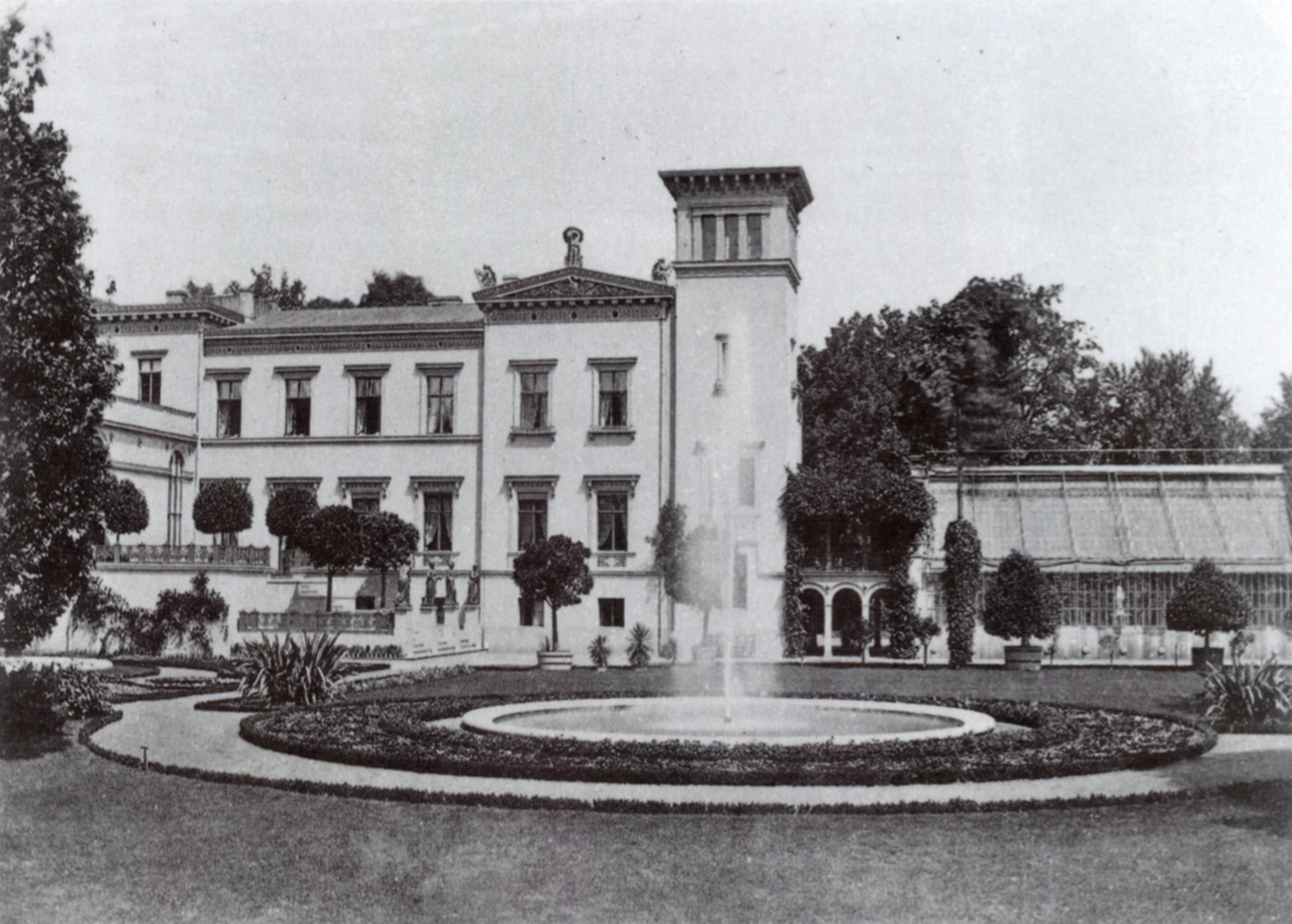
Villa Borsig, rechts das bekannte Palmenhaus

Die Villa Borsig wurde 1842–1845 für den Fabrikanten August Borsig in Berlin-Moabit gebaut.

## Lage
Die Villa befand sich Ecke Alt-Moabit 86 und Stromstraße bis zur heutigen Essener Straße.
Die Fabrikantenvilla grenzte an das Walzwerk und die Kesselschmiede Borsig, die von 1847 bis 1849 zwischen heutiger Elberfelder Straße, Stromstraße und Essener Straße aufgebaut wurden. Dieses Werk zusammen mit der 1850 angekauften Maschinenbauanstalt der Seehandlung einige 100 Meter weiter östlich bildete die Grundlage für die Verlagerung aus dem ursprünglichen Standort Chausseestraße.

## Baugeschichte
Der Architekt war Heinrich Strack (auch die Erweiterungen der Borsig-Fabrik an der Chausseestraße wurden wesentlich durch ihn gestaltet). Paul Meyerheim dekorierte die Innenräume. Die Anlage des Parks übernahm Peter Joseph Lenné. Das südlich angrenzende Eisenwerk wurde ebenfalls durch Strack entworfen.
Der Naturforscher Alexander von Humboldt war mit den Borsigs bekannt und förderte ihn bei seinen botanischen Bestrebungen.
Berühmt war das Palmenhaus, eine Gusseisen-Glas-Konstruktion, und vielleicht auch etwas im Wettstreit mit der nahe gelegenen Villa Ravené und deren stadtbekanntem Palmenhaus.
Jeden Dienstag und Freitag durfte die Öffentlichkeit den Park und das Gewächshaus besuchen.
Strack baute auch 1868–1870 eine Loggia im Park.

## Überreste
Die Wohn- und Gewächshäuser wurden 1911 abgerissen.
Lediglich die erwähnte Loggia blieb erhalten. Sie wurde abgetragen und im Tiergarten wieder aufgebaut, zunächst nahe des Großen Sterns, zwischen der späteren „Siegesallee des Zweiten Reichs“ und der Hofjägerallee. Seit 1938 stand also Stracks Loggia in unmittelbarer Nähe von Stracks Siegessäule. 1954 wurde die Loggia dort abgetragen, wie auch die gesamte Siegesallee beräumt wurde, jedoch später einen Kilometer westlich wieder aufgebaut am Großen Weg nördlich der Pionier-Insel. Dort verschwand sie aber um 1980, ohne dass der Verbleib des Baukörpers zu ermitteln ist.
Der „Essener Park“ an der Nordseite der Essener Straße enthält den ehemaligen Park der Villa Borsig.